# Гюлих, Пер Юхан
Пер Юхан Гюлих (швед. Pehr Johan Gylich; 1786[…], Бурос — 3 октября 1875, Або) — шведский и финский архитектор.

## Биография
Родился в 1786 году в Швеции.
В 1812 году переехал в город Або, где работал над различными архитектурными проектами.
В 1829 году назначен городским архитектором города Або (Турку) и в этой должности состоял до 1859 года. Был проектировщиком многих зданий как в Або, так и других городах, работая в стиле ампир.
После кончины архитектора Карла Энгеля, с 1840 по 1844 год заканчивал работы по возведению спроектированной покойным архитектором церкви в честь св. царицы Александры в Або.
Скончался в 1875 году в Великом княжестве Финляндском.

## Семья
- Жена — Анна Бригитта Зеттерберг (швед. Anna Brigitta Zetterberg)
  - Дочь — Фредрика Кристина Гюлих (швед. Fredrika Christina Gylich в замужестве — Шауман швед. Schauman; 16 мая 1815, Або — 24 марта 1895 Борго)

## Работы

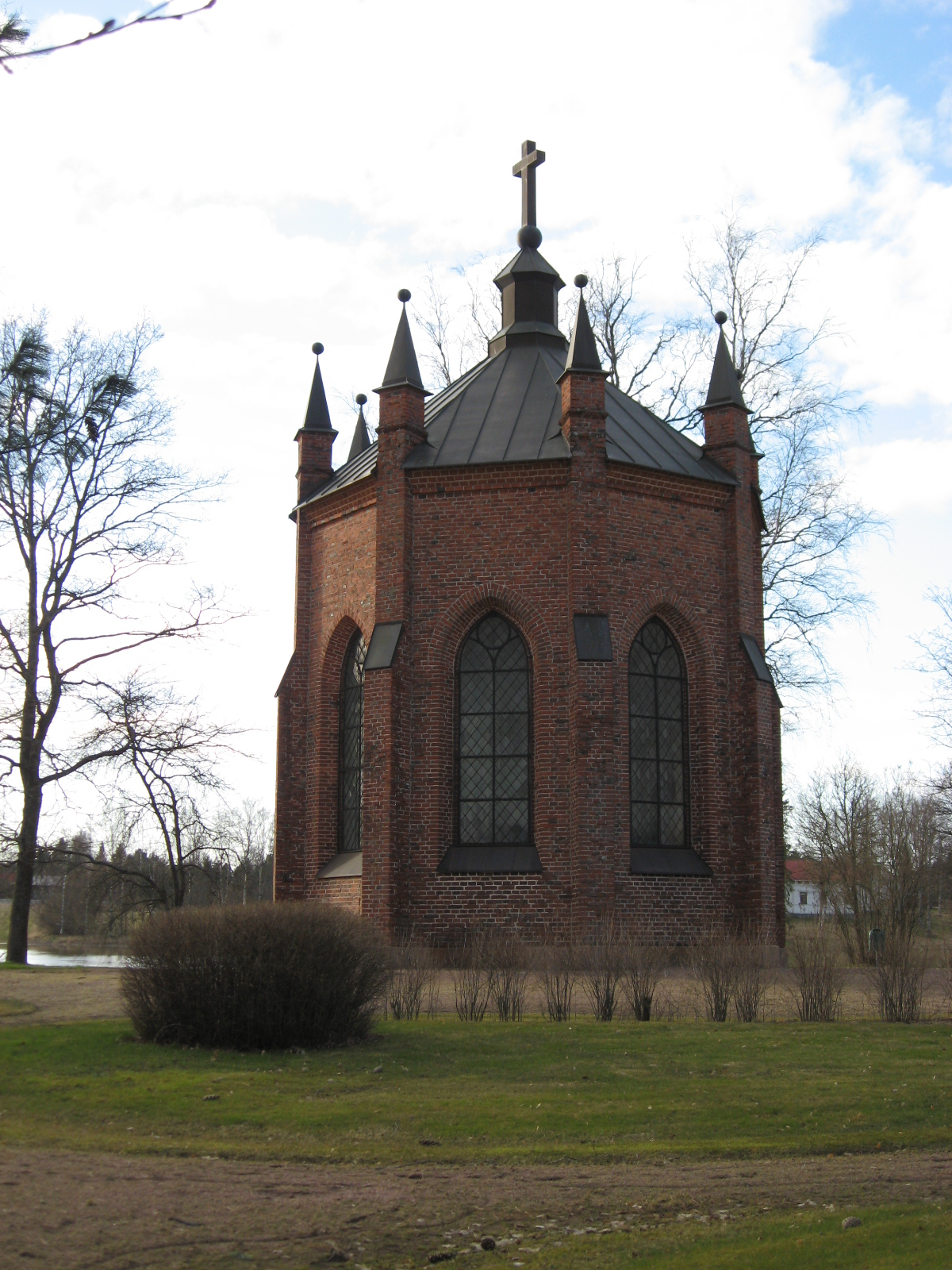
Часовня святого Генриха[фин.]
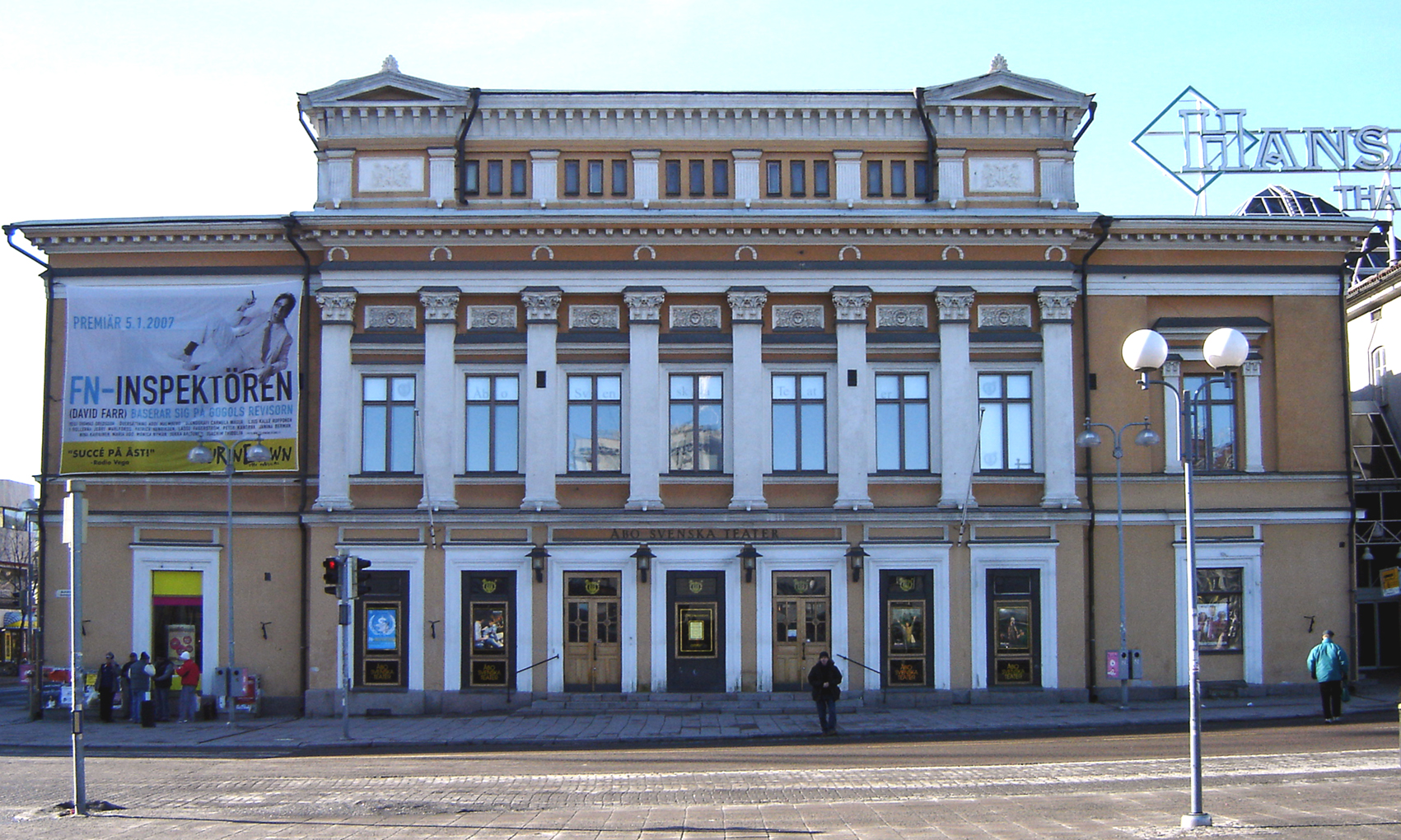
Шведский театр в Турку (с Карлом Энгелем)
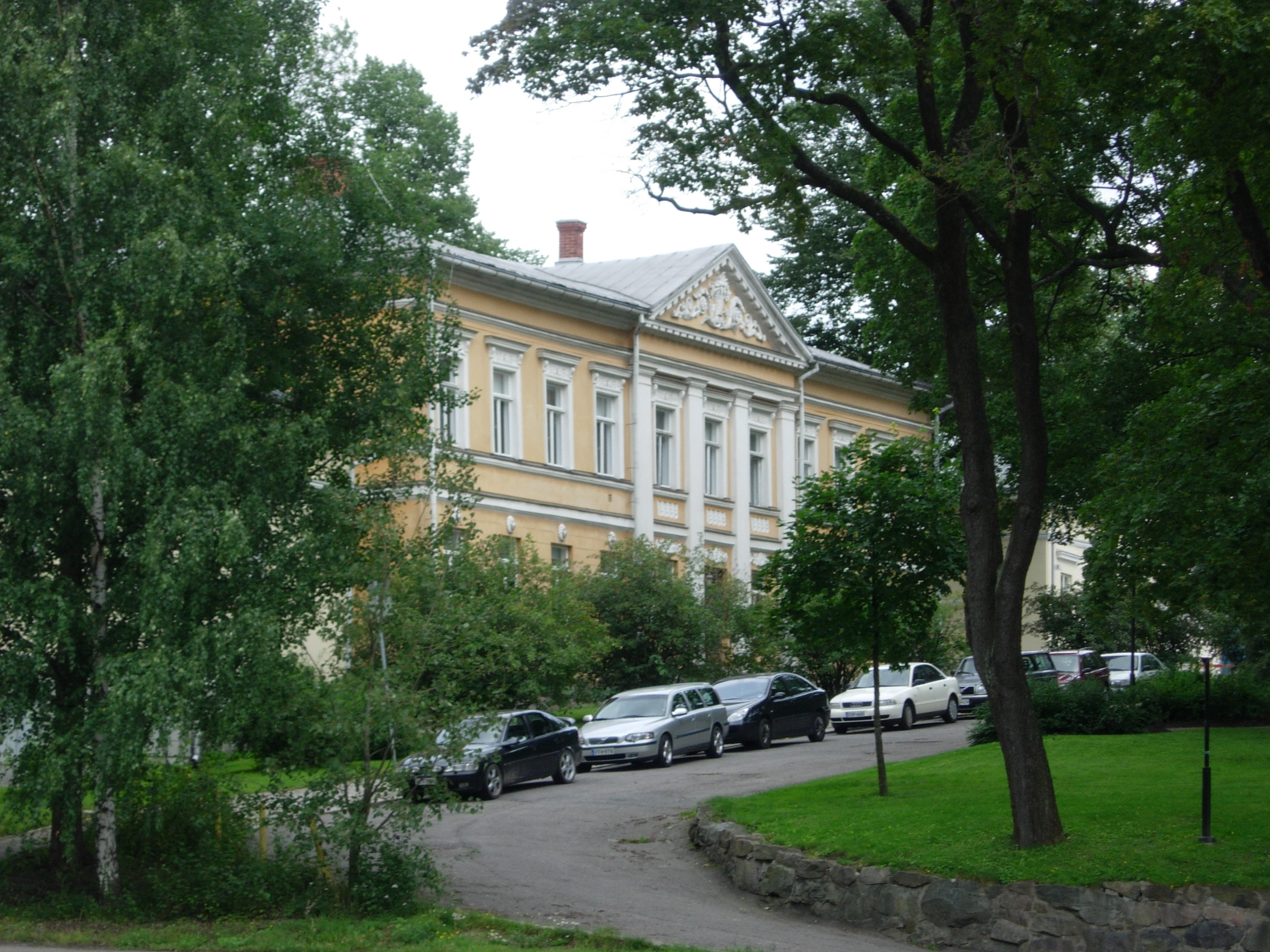
Здание в Турку
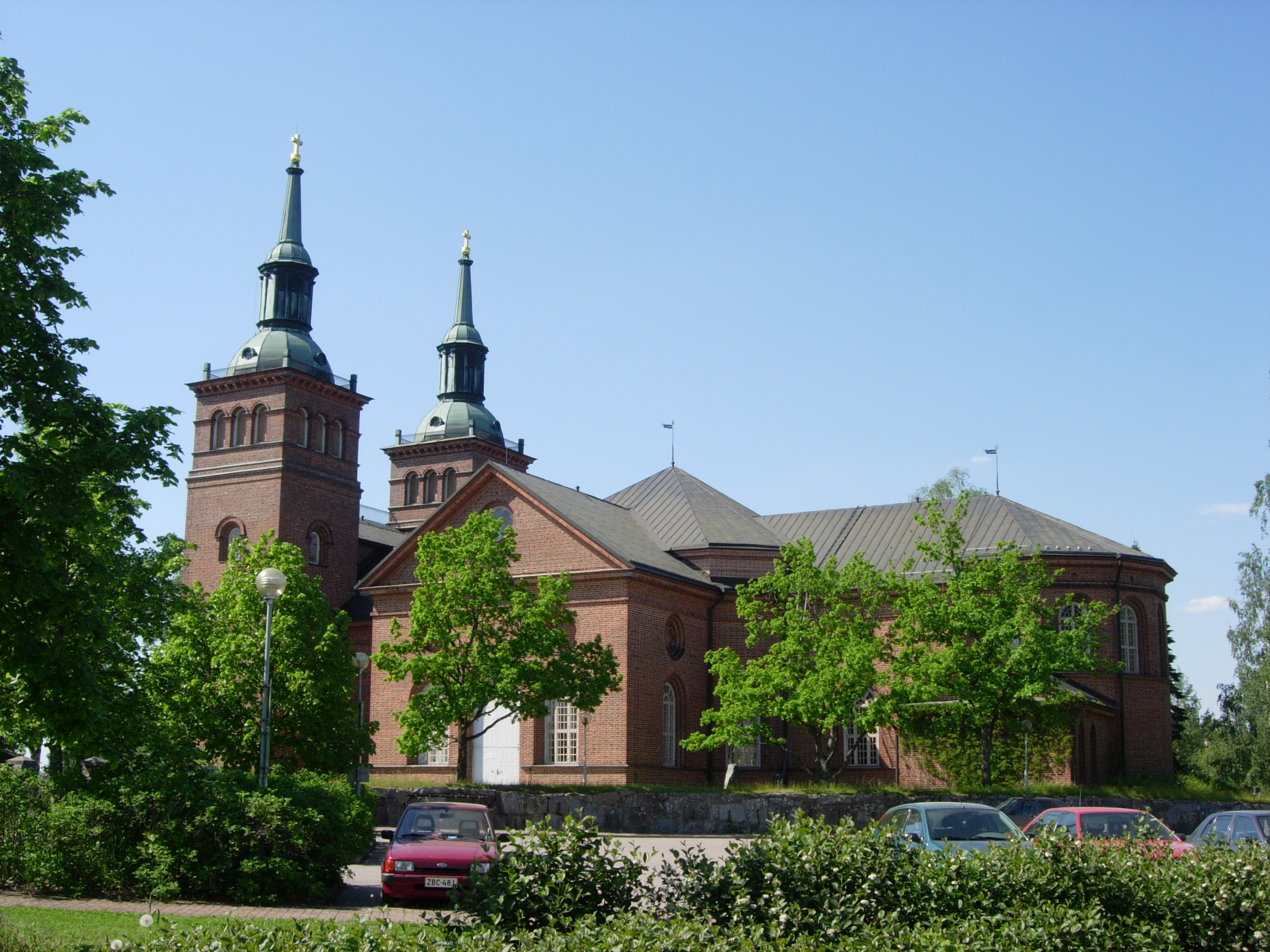
Церковь в Тюрваа[фин.]